# Parco regionale dell'Alto Garda Bresciano
Il parco regionale dell'Alto Garda Bresciano è un'area naturale protetta istituita della regione Lombardia con legge regionale nel 1989.
Il suo territorio coincide con quello della Riviera dei Limoni gardesana e si estende dalle sponde del lago di Garda sino al lungo crinale montuoso che a Nord coincide con il confine fra Lombardia e provincia autonoma di Trento (Valle di Ledro) e ad est con la Valle Sabbia, comprendendo nove comuni per un totale di circa 27 000 abitanti. La popolazione all'interno del parco non è omogenea; infatti, più della metà della popolazione vive nei comuni di Salò, la "capitale" del parco, e di Toscolano Maderno, i paesi più abitati. Al suo interno, nella valle principale, il parco accoglie il lago di Valvestino, invaso artificiale degli anni sessanta, sede di pesca sportiva. Il punto più alto del parco è il Monte Caplone che raggiunge i 1 976 metri s.l.m.
La riserva naturale dell'ex lago di Bondo è compresa nel parco.
Nel parco si svolgono attività agricole e zootecniche, con la presenza di un caseificio.  
Caratteristici sono i fienili di Cima Rest (1 200 m) nel comune di Magasa, con i tetti in paglia assai appuntiti (secondo alcuni di derivazione longobarda, secondo altri austro-ungarica), e la strada militare scavata lungo le creste di confine durante la prima guerra mondiale.

## Flora
Metà del territorio è coperto da boschi di querce, faggi, carpini, pini silvestri, abeti rossi e da mugheti.
Gli habitat variano da quello alpino a quello sub-mediterraneo in prossimità del lago. In sintesi è possibile così tratteggiare la fisionomia vegetazionale: variante sub-mediterranea dell'Oleo-lentiscetum, Leccetum, Orno-ostryetum e Querco-carpinetum, Fagetum, Peccetum - Laricetum, Mugo-ericetum, Caricetum variae.
Notevoli gli endemismi d'altura, dovuti all'isolamento delle cime durante la glaciazione würmiana. Fra tutti la Saxifraga tombeanensis, che prende il nome dal Monte Tombea, seconda cima del Parco (1.950 m). Discreta presenza di fossili. 
Nel Parco sono compresi 11 000 ha di foresta demaniale regionale (la maggiore estensione in Lombardia).

## Fauna
All'interno del parco ci sono circa 250 specie animali tra cui spiccano il capriolo, il cervo, il camoscio, il muflone, l'orso, il cinghiale e lo stambecco (quest'ultimo reintrodotto nel 1979).
Numerosissimi anche gli uccelli tra cui vi è l'aquila reale.
Fino al 1975 vi era anche la lontra.